# Karolina Rudzińska
Karolina Rudzińska (ur. 6 sierpnia 1983 w Warszawie) – polska prawniczka, urzędniczka państwowa i unijna, w latach 2022–2023 podsekretarz stanu w Kancelarii Prezesa Rady Ministrów.

## Życiorys
Ukończyła studia prawnicze na Uniwersytecie Kardynała Stefana Wyszyńskiego, kształciła się także w Università degli Studi di Cassino. W latach 2009–2014 była wykładowcą na macierzystej uczelni. Uzyskała uprawnienia adwokata, pracowała w kancelariach adwokackich. W latach 2016–2019 główna specjalistka w Departamencie Prawa Unii Europejskiej Ministerstwa Spraw Zagranicznych, następnie do 2021 kierowała Wydziałem ds. Prawnych i Instytucjonalnych w Stałym Przedstawicielstwie Rzeczypospolitej Polskiej przy UE. Od 2021 do 2022 zastępca szefa gabinetu Komisarza ds. Sąsiedztwa i Rozszerzenia Olivéra Várhelyiego, następnie zatrudniona w Kancelarii Prezesa Rady Ministrów. W listopadzie 2022 została podsekretarzem stanu w KPRM. W listopadzie 2023 zakończyła pełnienie funkcji w administracji rządowej. 